# Luhe (Ilmenau)
 For alternative betydninger, se Luhe. (Se også artikler, som begynder med Luhe)
53°23′04″N 10°12′20″Ø / 53.384306°N 10.205486°Ø
Luhe er en flod der løber over Lüneburger Heide i den tyske delstat Niedersachsen, og løber ud Ilmenau, ca. 3 km før denne løber ud i Elben.
Luhe har sit udspring ved Bispingen i den sydlige ende af Lüneburger Heide og munder i bydelen Stöckte i Winsen ud i Ilmenau. Fra kilde til udmunding er den 58,2 km lang.